# Lydia Foy
Lydia Annice Foy és una dona transgènere que destaca per liderar els desafiaments legals relacionats amb el reconeixement de gènere a Irlanda. El 1992, Foy es va sotmetre a una cirurgia de reassignació de sexe i va començar una batalla que va durar 20 anys perquè el seu certificat de naixement reflectís la seva identitat de gènere. En 2007, el Tribunal Superior de Justícia d'Irlanda va dictaminar que el contingut corresponent de la legislació de la República d'Irlanda era incompatible amb la Convenció Europea de Drets Humans. Encara que el febrer de 2013 la legislació encara no s'havia modificat i va començar un nou procediment judicial per fer complir la decisió de 2007. Des del 15 de juliol de 2015, està aprovada la Llei de reconeixement de gènere de 2014 a Irlanda.

## Biografia
Foy és dentista retirada en Athy, Comtat de Kildare. Va néixer en una residència privada de les Midlands irlandeses, i en néixer va ser registrada oficialment com a home amb els noms de pila de Donal Mark. Foy va créixer com un home, amb cinc germans i una germana.
Des de la seva més primerenca infància Foy va ser conscient d'un sentiment de ‘feminitat'. Va continuar així durant la seva època d'internat en el  Clongowes Wood College des de 1960 fins a 1965. Després d'obtenir el Certificat de Graduació, Foy va començar els seus estudis de premedicina en el University College de Dublín, però va canviar a odontologia un any més tard. Foy es va graduar amb una llicenciatura en Cirurgia Dental el 1971, i va començar a exercir com a dentista.
El 1975, quan vivia en Athlone, Foy va conèixer Anne Naughton a través d'una societat musical. Naughton era secretària a Clara, Comtat d'Offaly, i era vuit anys més jove que Foy. Es van comprometre i es van casar a l'Església dels Sants Pedro i Pablo en Horseleap el 28 de setembre de 1977. Van tenir dos nens, un nascut el 1978, i l'altre el 1980.
En la dècada de 1980 Foy va començar a patir problemes físics i psicològics, que van empitjorar a l'agost i setembre de 1989, quan va patir un col·lapse total. Va rebre assessorament psiquiàtric, va ser diagnosticada com transsexual i se li va receptar un tractament d'hormones. Foy va consultar a altres dos psiquiatres a Anglaterra que li van diagnosticar Disfòria de gènere.
Foy va començar llavors un procés de transició, amb electròlisis, cirurgia d'augment de sins, operacions de nas i Nou d'Adán i cirurgia de veu. El 25 de juliol de 1992, Foy es va sotmetre a una cirurgia de reassignació de sexe completa i irreversible a Brighton, Anglaterra. Això va implicar l'extirpació d'alguns teixits genitals externs i interns i la reconstrucció quirúrgica d'una vulva. L'Irish Eastern Health Board va pagar 3.000 lliures esterlines pel cost del tractament.
Posteriorment, Foy va viure enterament com a dona. Va abandonar la llar familiar el 1990, i el 13 de desembre de 1991 se li va concedir una separació judicial. Encara que a Foy se li va concedir al principi accés condicional als seus fills, que vivien sota la custòdia de la seva mare, el maig de 1994 se li va prohibir tot accés.
Mentre que Foy, que va canviar legalment el seu nom el novembre de 1993, va poder obtenir el passaport, el permís de conduir, la targeta mèdica i la targeta de votació amb el nou nom, la seva petició de modificar el sexe en el seu certificat de naixement va ser rebutjada.

## Primer cas davant els tribunals
Foy va iniciar un procediment judicial l'abril de 1997 per impugnar la negativa del Secretari General a emetre-li un nou certificat de naixement. Sense feina, Foy va estar representada legalment pels Centres d'Assessorament Jurídic Gratuït. La base de la seva apel·lació va ser l'afirmació que la Llei del Registre de naixements i defuncions (irlandesa) de 1863 no justificava la pràctica d'utilitzar únicament els indicadors biològics existents al moment del naixement per determinar el sexe a l'efecte de la inscripció en el registre. Segons Foy, havia nascut com a "dona amb discapacitat congènita" i l'error en registrar el sexe en el seu certificat de naixement no només l'avergonyia, sinó que també podia interferir amb els seus drets constitucionals, ja que no podria triar casar-se amb un home.
El cas va arribar al Tribunal Suprem l'octubre de 2000. L'ex esposa de Foy i les seves filles van impugnar la seva apel·lació, al·legant que podria tenir "un efecte advers en la seva successió i altres drets."
La sentència va estar retinguda durant gairebé dos anys fins al 9 de juliol de 2002, quan el jutge Liam McKechnie va rebutjar la impugnació de Lydia Foy, afirmant que Foy havia nascut home sobre la base de proves mèdiques i científiques i que, per tant, el registre no podia modificar-se. No obstant això, va expressar la seva preocupació per la posició dels transsexuals a Irlanda i va instar al govern a revisar urgentment l'assumpte.

## Segon cas davant els tribunals
Tan sols dos dies després de la decisió contra Foy, el Tribunal Europeu dels Drets Humans d'Estrasburg va conèixer d'un cas similar (Goodwin vs. Regne Unit). Christine Goodwin, una britànica transsexual, afirmava que la negativa del Regne Unit a permetre-li modificar el seu certificat de naixement i casar-se com a dona viola la Convenció europea en Drets humans. El Tribunal va declarar que el Govern de Regne Unit havia violat els articles 8 i 12 de la Convenció. En resposta, Gran Bretanya va aprovar l'Acta de Reconeixement del Gènere 2004, que preveu el reconeixement legal de les persones transgènere en el seu gènere nou o adquirit, i l'expedició de nous certificats de naixement que reflecteixin aquest gènere.
En 2005, el Tribunal Suprem d'Irlanda va retornar el cas Foy al Tribunal Superior perquè ho examinés més a fons. Mentrestant, Irlanda aprovava la Llei del Conveni Europeu de Drets Humans de 2003 per donar major efecte al Conveni Europeu de Drets Humans en la legislació irlandesa. Amb aquesta base, Foy va presentar una altra sol·licitud de certificat de naixement el novembre de 2005 i, quan va ser rebutjada, va iniciar un nou procés judicial davant el Tribunal Superior el gener de 2006, en referència a la decisió Goodwin del Tribunal Europeu de Drets Humans. Aquests procediments es van acumular amb l'anterior i el jutge McKechnie va tornar a conèixer de l'assumpte. El 19 d'octubre de 2007, el tribunal va dictaminar que Irlanda havia violat el Conveni Europeu de Drets Humans i va decidir emetre la primera declaració d'incompatibilitat entre el dret irlandès i l'europeu. Segons el jutge Liam McKechnie, les disposicions de l'article 8 del Conveni que protegeixen el dret de Foy pel que fa a la vida privada es van violar quan l'Estat no va atorgar un "reconeixement significatiu de la seva identitat femenina". També va expressar frustració pel fet que el govern irlandès no hagués pres cap mesura per millorar la posició de les persones transsexuals després de la seva anterior sentència de 2002.

## Efecte sobre la llei
Encara que s'han tractat aquests temes en debat parlamentari, no s'ha pres cap decisió. La declaració d'incompatibilitat no pot prevaler sobre la legislació nacional, però imposa al govern la responsabilitat de conciliar la legislació irlandesa i europea.
El 5 de gener de 2009, Thomas Hammarberg, Comissari de Drets Humans del Consell d'Europa, va declarar pel que fa a la comunitat transgènere i específicament pel que fa a Foy que "no hi ha excusa per no concedir immediatament a aquesta comunitat els seus drets humans plens i incondicionals".

## Desafiament del govern
El 21 de juny de 2010, el govern irlandès va retirar el seu recurs d'apel·lació, sobre la impugnació inicial de la sentència de 2007, i va crear un comitè interdepartamental per al reconeixement legal de les persones transsexuals. L'informe d'aquest Grup Assessor de Reconeixement de Gènere es va publicar el juliol de 2011 i va recomanar l'elaboració de la legislació que reconegués les transsexuals. En presentar l'informe, la llavors ministra de Protecció Social, Joan Burton, va dir que el govern presentaria la legislació de reconeixement de gènere al més aviat possible, però el febrer de 2013 no s'havia presentat cap.

## Tercer cas judicial
El 27 de febrer de 2013, els Centres d'Assessoria Jurídica Gratuïta, en representació de Lydia Foy, van anunciar que havien iniciat un nou procediment en el Tribunal Superior d'Irlanda per sol·licitar que el govern actués en compliment de la sentència del Jutge McKechnie en 2007 i li permetessin obtenir un nou certificat de naixement en el qual es reconegués el seu gènere femení.

## Altres assoliments
El 1997, Foy va conrear la didalera més gran del món en el seu jardí.
En 2011, Foy va ser objecte d'un documental en RTÉ Ràdio 1 anomenat El meu nom és Lydia Foy.